# Déviation conjuguée
Déviation conjuguée (від фр. співдружнє відхилення) — відхилення обох очей (також іноді і голови) в бік ураженої інсультом частини головного мозку та, відповідно, в протилежний бік до паралізованої частини тіла. Є одним з ранніх симптомів інсульту в басейні середньої мозкової артерії. Déviation conjuguée також називають симптомом Прево на честь швейцарського невропатолога Жан-Луї Прево (фр. Jean-Louis Prévost), який вперше описав даний патологічний знак.